# Hryniówka
Hryniówka (ukr. Гринівка, Hryniwka) – wieś na Ukrainie, w  obwodzie iwanofrankiwskim, w rejonie bohorodczańskim.